# Sobralia labiata
Sobralia labiata är en orkidéart som beskrevs av Josef Ritter von Rawicz Warszewicz och Heinrich Gustav Reichenbach. Sobralia labiata ingår i släktet Sobralia och familjen orkidéer. Inga underarter finns listade i Catalogue of Life.